# Okresní soud v Jihlavě
Okresní soud v Jihlavě je okresní soud se sídlem v Jihlavě, jehož odvolacím soudem je Krajský soud v Brně. Rozhoduje jako soud prvního stupně ve všech trestních a civilních věcech, ledaže jde o specializovanou agendu (nejzávažnější trestné činy, insolvenční řízení, spory ve věcech obchodních korporací, hospodářské soutěže, duševního vlastnictví apod.), která je svěřena krajskému soudu.
Soud se nachází v rekonstruované budově bývalé nemocnice z roku 1925 na třídě Legionářů, kde sídlí spolu s pobočkou Krajského soudu v Brně. Ve vedlejší budově sídlí Okresní státní zastupitelství v Jihlavě a pobočka Krajského státního zastupitelství v Brně.
V Jihlavě působil v letech 1850–1960 také samostatný krajský soud (sídlil nejdříve v dřívějším Dietrichsteinském paláci na severní straně hlavního náměstí a od roku 1905 v budově dnešní Vysoké školy polytechnické), poté byl nahrazen brněnským krajským soudem, takže od té doby zde působil už jen soud okresní. V roce 2008 zde ale byla zřízena pobočka krajského soudu pro občanskoprávní spory.

## Soudní obvod
Obvod Okresního soudu v Jihlavě se zcela neshoduje s okresem Jihlava, patří do něj území těchto obcí:
Arnolec •
Batelov •
Bílý Kámen •
Bítovčice •
Bohuslavice •
Borovná •
Boršov •
Brtnice •
Brzkov •
Cejle •
Cerekvička-Rosice •
Černíč •
Čížov •
Dlouhá Brtnice •
Dobronín •
Dobroutov •
Dolní Cerekev •
Dolní Vilímeč •
Doupě •
Dudín •
Dušejov •
Dvorce •
Dyjice •
Hladov •
Hodice •
Hojkov •
Horní Dubenky •
Horní Myslová •
Hostětice •
Hubenov •
Hybrálec •
Jamné •
Jersín •
Jezdovice •
Ježená •
Jihlava •
Jihlávka •
Jindřichovice •
Kalhov •
Kaliště •
Kamenice •
Kamenná •
Klatovec •
Knínice •
Kostelec •
Kostelní Myslová •
Kozlov •
Krahulčí •
Krasonice •
Lhotka •
Luka nad Jihlavou •
Malý Beranov •
Markvartice •
Měšín •
Meziříčko •
Milíčov •
Mirošov •
Mrákotín •
Mysletice •
Mysliboř •
Nadějov •
Nevcehle •
Nová Říše •
Olšany •
Olší •
Opatov •
Ořechov •
Otín •
Panenská Rozsíčka •
Panské Dubenky •
Pavlov •
Plandry •
Polná •
Puklice •
Radkov •
Rančířov •
Rantířov •
Rohozná •
Rozseč •
Růžená •
Rybné •
Řásná •
Řídelov •
Sedlatice •
Sedlejov •
Smrčná •
Stáj •
Stará Říše •
Stonařov •
Strachoňovice •
Střítež •
Suchá •
Svojkovice •
Šimanov •
Švábov •
Telč •
Třešť •
Třeštice •
Urbanov •
Ústí •
Vanov •
Vanůvek •
Vápovice •
Velký Beranov •
Větrný Jeníkov •
Věžnice •
Věžnička •
Vílanec •
Volevčice •
Vyskytná nad Jihlavou •
Vysoké Studnice •
Vystrčenovice •
Záborná •
Zadní Vydří •
Zbilidy •
Zbinohy •
Zdeňkov •
Zhoř •
Zvolenovice •
Žatec •
Ždírec